# Resa Amrollahi

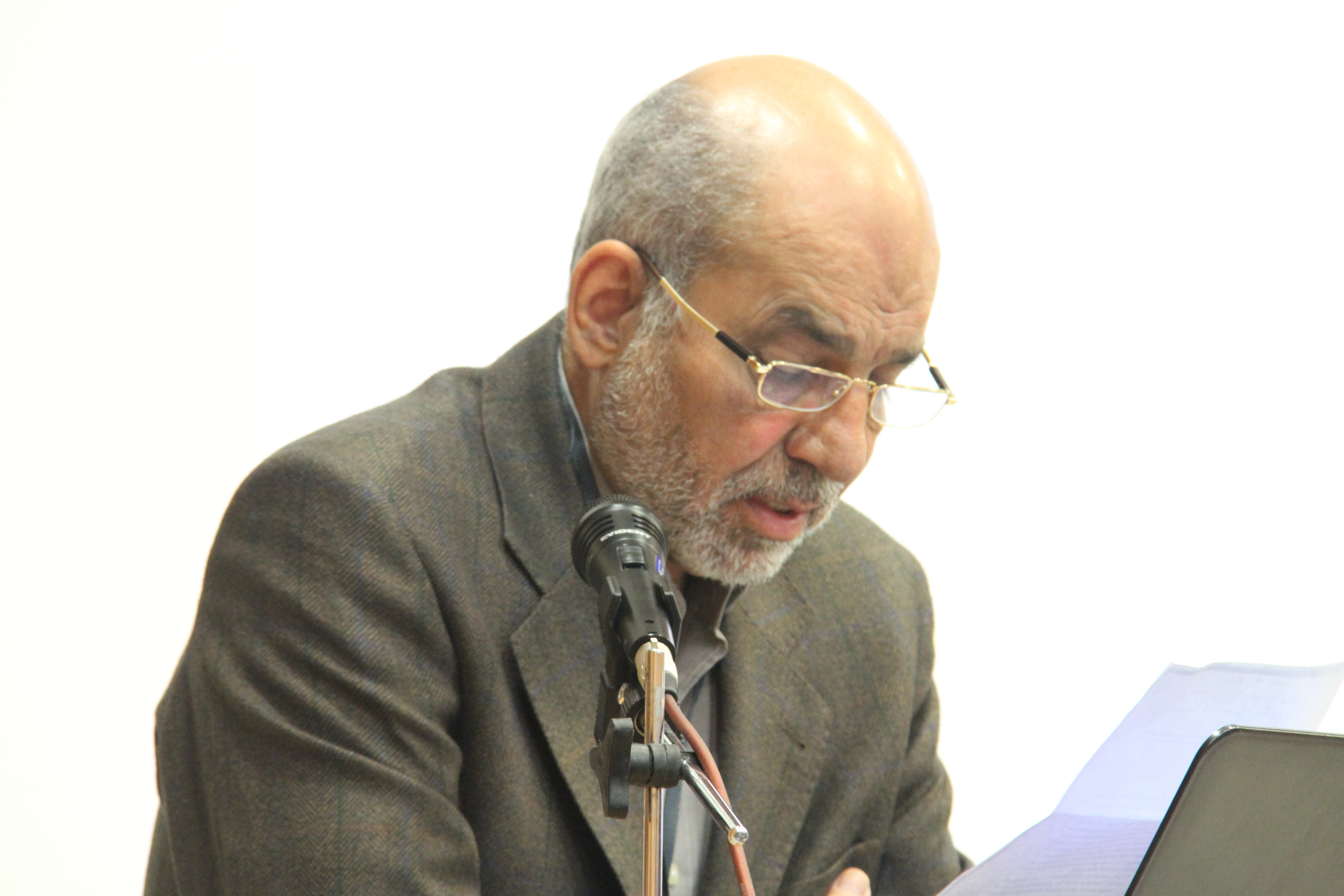
Resa Amrollahi (2011)

Resa Amrollahi (anhörenⓘ; persisch رضا امراللهی) (geboren 1946/47 in Yazd) ist ein iranischer Physiker und Politiker. 
Er studierte unter anderem an der University of Texas und war von 1979 bis 1997 Präsident der Iranischen Atomenergieorganisation (AEOI). Von 1989 bis 1997 war er in diesem Amt auch Vizepräsident im ersten und zweiten Kabinett Hashemi Rafsandschani.
Amrollahi war Professor an der Universität Yazd und gehörte zur Leitung („Board of Governors“) der Universität.
Er ist Professor am Department of Energy Engineering and Physics der Amirkabir University of Technology in Teheran und Autor von über 100 wissenschaftlichen Artikeln.